# Fragger
Fragger é um popular jogo de quebra-cabeça baseado em trajetória, criado e desenvolvido por Harold Brenes e lançado em 2009 para a Internet. Após alcançar popularidade na Internet, sendo jogado mais de 100 milhões de vezes, foi licenciado e portado pela Miniclip para iPhone em 2010, e para Android e PlayJam em 2012. Em agosto de 2014, tornou-se o segundo aplicativo pago para iPhone e o terceiro aplicativo de maior bilheteria na App Store da Apple. A jogabilidade é semelhante à do Angry Birds.

## Desenvolvimento
Originalmente criado por Harold Brenes como um jogo Adobe Flash publicado pela ArmorGames.com, o jogo foi posteriormente adaptado para dispositivos iOS pela Miniclip. Foi lançado para iPhone em 3 de junho de 2010. Após alcançar popularidade na Internet, sendo jogado mais de 100 milhões de vezes, foi portado para iPhone em 2011 e para Android e PlayJam em 2012.

## Jogabilidade
O objetivo de cada um dos mais de 100 níveis é usar o protagonista para lançar granadas em prédios para contornar as defesas e explodir inimigos. A jogabilidade é similar à do Angry Birds.

## Vendas
Em agosto de 2014, o Fragger se tornou o segundo aplicativo pago para iPhone e o terceiro aplicativo de maior bilheteria na App Store da Apple.